# Victory Lap (Propagandhi)
Victory Lap is het zevende en meest recente studioalbum van de Canadese punkband Propagandhi. Het album werd op 29 september 2017 uitgegeven via het Amerikaanse platenlabel Epitaph Records op lp (diverse kleuren) en cd. Het is het tweede studioalbum dat de band via dit label heeft laten uitgeven.
Sinds de uitgave van het voorgaande studioalbum (Failed States, 2012) heeft gitarist David Guillas de band grotendeels verlaten en is hij, hoewel hij wel enkele bijdrages heeft geleverd aan dit album, officieel vervangen door Sulynn Hago, die ook de achtergrondzang verzorgt.
Victory Lap werd door recensenten over het algemeen goed ontvangen. Het werd in 2018 genomineerd voor onder andere de Canadese Polaris Music Prize en bereikte op 21 oktober 2017 de 68ste plaats in de Amerikaanse Billboard 200-hitlijst.

## Nummers
De mensen die al vroegtijdig een bestelling voor het album hadden geplaatst via Kings Road Merch Europe, het bedrijf dat de Europese distributie van het album voor Epitaph regelt, ontvingen op de dag van de uitgave een e-mail met daarin een gratis muziekdownload, die drie bonustracks bevat, allen covers. Deze muziekdownload en sommige lp-versies van het album kwamen met een doorzichtige flexidisc, met daarop nog een extra nummer. Deze werd ook apart verkocht tijdens shows.
1. "Victory Lap" - 2:57
2. "Comply/Resist" - 3:23
3. "Cop Just Out of Frame" - 2:46
4. "When All Your Fears Collide" - 3:18
5. "Letters to a Young Anus" - 2:20
6. "Lower Order (A Good Laugh)" - 3:06
7. "Failed Imagineer" - 2:11
8. "Call Before You Dig" - 2:22
9. "Nigredo" - 4:13
10. "In Flagrante Delicto" - 2:36
11. "Tartuffle" - 2:36
12. "Adventures in Zoochosis" - 4:41

Muziekdownload
1. "Wishing" (Government Issue) - 2:10
2. "Beyond" (Government Issue) - 2:07
3. "Technocracy" (Corrosion of Conformity) - 3:35

Flexidisc
1. "Laughing Stock" - 2:51

## Muzikanten
Band
- Chris Hannah - gitaar, zang
- Jord Samolesky - drums, achtergrondzang
- Todd Kowalski - basgitaar, zang
- Sulynn Hago - gitaar, achtergrondzang

Aanvullende muzikanten
- David Guillas - gitaar